# Clorat de calci
El clorat de calci és la sal de calci de l'àcid clòric, amb la fórmula química Ca(ClO₃)₂. Com d'altres clorats, és un oxidant fort.

## Producció
El clorat de calci és produït fent passar gas clor a través d'una suspensió calenta d'hidròxid de calci en aigua, produint hipoclorit de calci, el qual dismuta quan és escalfat en presència de clor en excés per donar clorat de calci i clorur de calci:
6 Ca(OH)₂ + 6 Cl₂ → Ca(ClO₃)₂ + 5 CaCl₂ + 6 H₂O

Aquesa reacció és també el primer pas del procés Liebig per a la fabricació de clorat de potassi.
En teoria, l'electròlisi d'una solució de clorur de calci calenta produeix clorat de calci, de manera anàloga al procés fet servir per a la fabricació de clorat de sodi. A la pràctica, l'electròlisi és complicada degut a l'hidròxid de calci que diposita en el càtode, impedint el flux de corrent.

## Reaccions
Quan es mescla una solució concentrada de clorat de calci i clorur de potassi, el clorat de potassi precipita:
Ca(ClO₃)₂ + 2 KCl → 2 KClO₃ + CaCl₂

Això és el segon pas del procés Liebig per a la fabricació del clorat de potassi.
Les solucions de clorat de calci reaccionen amb solucions de carbonats alcalins per donar un precipitat de carbonat de calci i el clorat alcalí corresponent en solució: 
Ca(ClO₃)₂ + Na₂CO₃ → 2 NaClO₃ + CaCO₃

Quan s'escalfa a altes temperatures, el clorat de calci descompon per donar oxigen i clorur de calci: 
Ca(ClO₃)₂ → CaCl₂ + 3 O₂

En fred, les solucions diluïdes de clorat de calci i àcid sulfúricreaccionen per donar un precipitat de sulfat de calci i àcid clòric aquós:
Ca(ClO₃)₂ + H₂SO₄ → 2 HClO₃ + CaSO₄

El contacte del clorat de calci amb àcid sulfuric concentrat pot resultar en explosions. El contacte amb compostos d'amoni també pot causar la seva descomposició violenta a causa de la formació de clorat d'amoni inestable.

## Usos
El clorat de calci s'ha fet servir com a herbicida, de la mateixa manera que el clorat de sodi.
Ocasionalment, es fa servir en pirotècnies com a oxidant i colorant per a les flames de color rosa. La seva naturalesa higroscòpica i la seva incompatibilitat amb altres materials pirotècnics comuns (com per exemple el sofre) en limita la seva utilitat per aquest tipus d'aplicacions.